# Abionic
 (août 2018).
Abionic SA est une entreprise spécialisée dans le développement des tests de diagnostic in vitro ultra rapides, située à Lausanne en Suisse. Elle a été fondée en 2010 au sein de l'École polytechnique fédérale de Lausanne (EPFL), par le Dr Nicolas Durand et le Dr Iwan Märki.  

## Technologies
Abionic a développé l’abioSCOPE, une plateforme de diagnostic point-of-care permettant de mesurer plusieurs paramètres à partir d’une goutte de fluide biologique (par exemple sang ou salive) à l'aide d'une technologie nanofluidique. L’abioSCOPE est actuellement en implémentation dans certaines unités de soins intensifs et urgences afin de permettre l’identification précoce du sepsis (septicémie) grâce à un biomarqueur propriétaire, la Pancreatic Stone Protein (PSP).
Sécrétée principalement par le pancréas et l’estomac, la PSP augmente rapidement dans le sang en cas de développement de sepsis et ce jusqu’à 72 heures plus tôt qu’avec les méthodes actuelles, servant de signal d’alarme pour les médecins permettant de les guider dans la décision de commencer ou non un traitement antibiotique. Outre la valeur diagnostique de la PSP pour le sepsis, sa disponibilité au chevet du patient et la rapidité avec laquelle le résultat est disponible (5 minutes) permettent une opportunité supplémentaire de surveiller les patients présentant un risque de développer un sepsis.
Le principe du test repose sur le mélange de l’échantillon du patient (sang total, capillaire, sérum, salive ou échantillon nasopharyngé) à un réactif contenant des marqueurs fluorescents. La solution est alors déposée sur la capsule et entre par capillarité dans les chambres nanométriques. Le ratio volume-surface force alors l’interaction immédiate des molécules limitant leur trajet et réduisant le temps d’incubation à quelques minutes. La concentration de la molécule d’intérêt est alors proportionnelle à la mesure de l’intensité du signal fluorescent par l’abioSCOPE.
L’abioSCOPE est également utilisé dans les soins primaires pour le dépistage des carences en fer, des allergies respiratoires et pour le dépistage du COVID-19 avec un test antigénique salivaire et nasopharyngé(Utilisations, dépistage)[réf. souhaitée].
Elle a aussi créé les IVD CAPSULE, qui sont des tests à usage unique et spécifiques à chaque analyte.

### Dates de développement importantes
2012 : 1re démonstration de la technologie 
2015 : 1er panel du test allergies développé.
2016 : 
- Changements de locaux vers le Biopôle de Lausanne
- Signature du 1er contrat de distribution sur le marché suisse[7]

2017 :
- Obtention du marquage CE pour le test IVD CAPSULE PSP pour le sepsis[8],[9]
- Obtention du marquage CE pour l‘IVD CAPSULE Ferritin[8],[9]
- Premier test de panel d’allergies approuvé par la FDA[10]
- Partenariat avec le Global Sepsis Alliance (GSA)

2020 : Commercialisation de l’abioSCOPE 2.0
2022 :
- Augmentation de la capacité de production de la société à 2 millions de tests par an
- Augmentation du menu de la plateforme avec le développement de tests d-dimer (thrombose) et CRP (inflammation)

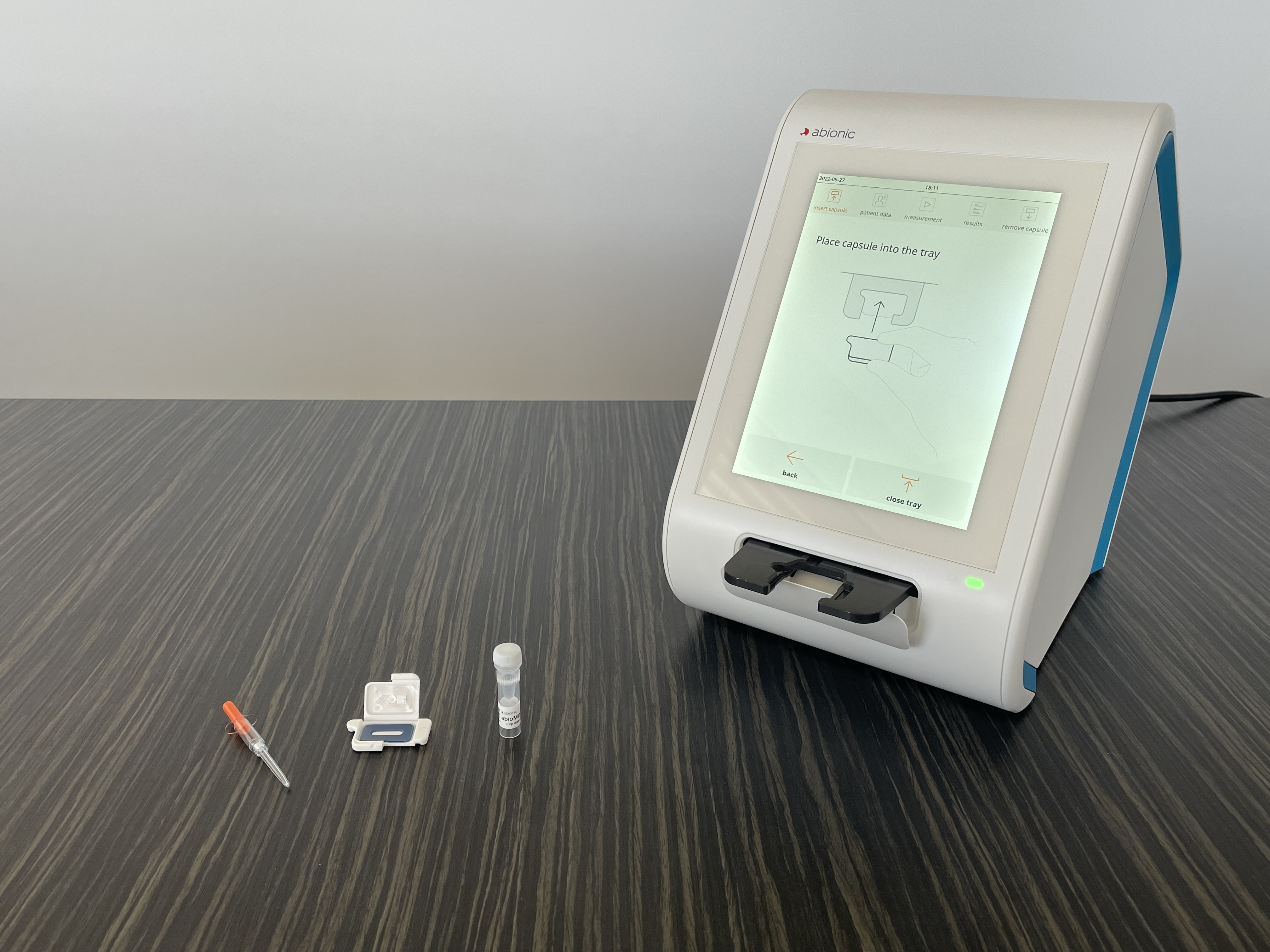
L'abioSCOPE et L'IVD CAPSULE Ferritin

## Récompenses obtenues
| Année | Concours                                 | Lieu     |
| 2010  | PERL (Prix Entreprendre Région Lausanne) | Lausanne |
| 2010  | DebioPharm Award for Life sciences       | Suisse   |
| 2016  | Swiss Economic Forum                     | Suisse   |
| 2018  | EY Entrepreneur of the Year 2018         | Suisse   |
| 2018  | Swiss Venture Club Award 2018            | Suisse   |